# Henri Gilardoni
Henri Joseph Marcel Gilardoni (* 28. Januar 1876 in Paris; † 21. Mai 1937 in Pargny-sur-Saulx) war ein französischer Segler.

## Erfolge
Henri Gilardoni nahm an den Olympischen Spielen 1900 in Paris teil, wo er in zwei Wettbewerben antrat. In der gemeinsamen Wettfahrt gelang ihm keine Zieleinfahrt, während er in der Bootsklasse 3 bis 10 Tonnen Olympiasieger wurde. Mit seiner Yacht Fémur erreichte er knapp zwei Minuten vor der Mascotte von Henri Smulders und sieben Minuten vor der Gitana von Maurice Gufflet das Ziel und belegte damit den ersten Platz. Zur zweiten Wettfahrt trat er nicht mehr an.
Sein Schwager Henri de Castex war 1912 und 1920 Teilnehmer der olympischen Sportschießwettbewerbe.